# William T. Wofford
William Tatum Wofford  (28 juni 1824 – 22 mei 1884) was een Amerikaanse plantage-eigenaar, politicus, pedagoog en militair. Hij diende als kapitein in de Mexicaans-Amerikaanse Oorlog en klom op tot de rang van brigadegeneraal in het Confederate States Army tijdens de Amerikaanse Burgeroorlog.

## Vroege jaren
William T. Wofford werd geboren op 28 juni 1824 in Toccoa, Habersham County in Georgia. Zijn ouders waren William H. Wofford en Nancy M. Tatum. In 1827 trok het gezin het winnende lot tijdens de Georgia Land Lottery, een systeem waarbij via een loterijsysteem grond verdeeld werd. Ze vestigden zich op hun nieuwe lap grond in Bartow County, Georgia. Op 13-jarige leeftijd werd Wofford naar de Gwinnett Manual Labor Institute in Lawrenceville gestuurd. Hij studeerde er af in 1839 en vervolgde zijn opleiding aan de Franklin College (die heden ten dage deel uit maakt van de  University of Georgia waar hij in 1844 afstudeerde. Toen de oorlog met Mexico uitbrak, meldde Wofford zich aan als vrijwilliger. Hij werd benoemd tot kapitein bij de Georgia Mounted Volunteers. Hij werd na de oorlog op 12 juli 1848 eervol ontslagen. Hij had een eigen plantage, werkte als advocaat en diende in het ambtenarenapparaat van Georgia. In 1852 werd hij ook redacteur van de Standard, een lokale krant.

## Amerikaanse Burgeroorlog
Toen er in zijn thuisstaat gedebatteerd en gestemd werd over secessie, stemde Wofford tegen. Toen de meederheid toch voorstander was, bood hij zijn diensten aan voor militaire dienst. Hij werd benoemd tot kolonel in de Georgia Militia en in april 1861 tot kapitein in de 18th Georgia Infantry. Op 25 april werd hij bevorderd tot kolonel en diende hij met zijn regiment in North Carolina en Virginia tot zijn regiment werd toegevoegd aan de Texas Brigade onder leiding van brigadegeneraal John Bell Hood.  Zijn regiment werd ingezet tijdens de veldslagen bij Yorktown, Eltham's Landing en Seven Pines tijdens de Schiereilandveldtocht. Ze leverden ook slag tijdens de Tweede Slag bij Bull Run en Antietam waar Wofford het bevel voerde over de Texas Brigade. 
In november 1862 werd Wofford en het 18th Georgia toegevoegd aan de brigade van brigadegeneraal Thomas R. R. Cobb. Onder Cobb verdedigden ze tijdens de Slag bij Fredericksburg, op 13 december 1862, de stenen muur aan de voet van Marye's Heights. Cobb raakte dodelijk gewond en Wufford nam het bevel van de brigade over. Op 17 januari 1863 werd hij bevorderd tot brigadegeneraal.  Hij voerde zijn brigade aan tijdens de Slag bij Chancellorsville. Tijdens de Slag bij Gettysburg viel hij samen met de brigade van William Barksdale op 2 juli Peach Orchard aan. Ze slaagden erin om de Noordelijken deels terug te dringen, maar kwamen net krachten te kort om Little Round Top te bereiken.
Zijn brigade maakte deel uit van het First Corps onder leiding van luitenant-geneaal James Longstreet toen deze gedetacheerd werd om het Army of Tennessee te gaan versterken. Woffords brigade was te laat om deel te nemen aan de Slag bij Chickamauga. Hij was niet aanwezig tijdens de daaropvolgende Knoxvilleveldtocht omdat zijn dochtertje overleden was. 
Wofford was terug aanwezig tijdens de Overlandveldtocht en vocht mee in de Slag in de Wildernis en Spotsylvania Court House. Hij raakte gewond tijdens beide veldslagen. Voor de aanvang van de Richmond-Petersburgveldtocht vertrok hij uit het Army of Northern Virginia om het bevel op zich te nemen van het Subdistrict of Northern Georgia in het District of Georgia die deel uitmaakte van het Department of South Carolina, Georgia, and Florida. Hij bleef op post tot hij zich overgaf in Kingston. Op 2 mei 1865 werd hij vrijgelaten uit gevangenschap en kreeg al snel op 24 juli amnestie van de Noordelijke regering.

## Latere jaren
Na de oorlog keerde hij terug naar zijn plantage en advocatenkantoor. Hij was ook actief in de politiek voor de Democratische Partij. Hij was lid van de Georgia Constitutional Convention in 1877 waar hij pleitte voor ondersteuning voor de Zuidelijke veteranen en onderwijs voor Afro-Amerikanen. Veel van zijn ideeën werden een decennium later overgenomen door de Populist Party. Hij overleed op 22 mei 1884 in Cass Station, Georgia.